# Aida Chalatjan
Aida Chalatjan (armenisch Աիդա Խալատյան; * 17. November 1971) ist eine ehemalige armenische Tennisspielerin.

## Karriere
Aida Chalatjan gewann während ihrer Karriere ein Einzel- und sechs Doppeltitel des ITF Women’s Circuits.
Bei den Moscow Open 1989 hatte sie ihren einzigen Auftritt im Hauptfeld bei einem WTA-Turnier. Im Einzel verlor sie in der ersten Runde gegen Natallja Swerawa mit 3:6 und 0:6. Mit ihrer Partnerin Jewgenija Manjukowa gewann sie die erste Runde im Doppel, schied aber in der nächsten Runde gegen Nathalie Herreman/Catherine Suire mit 4:2 und 2:6 aus.
1997 spielte sie für die armenische Fed-Cup-Mannschaft. Fünf ihrer neun Einsätze konnte sie dabei gewinnen.

## Turniersiege

### Einzel
| Nr. | Datum         | Turnier     | Kategorie   | Belag     | Finalgegnerin | Ergebnis |
| --- | ------------- | ----------- | ----------- | --------- | ------------- | -------- |
| 1.  | November 1991 | Bachdjerrah | ITF $10.000 | Hartplatz | Lea Ghirandi  | 7:5, 6:3 |

### Doppel
| Nr. | Datum             | Turnier         | Kategorie   | Belag         | Partnerin       | Finalgegnerinnen                    | Ergebnis      |
| --- | ----------------- | --------------- | ----------- | ------------- | --------------- | ----------------------------------- | ------------- |
| 1.  | 2. September 1991 | Burgas          | ITF $10.000 | Hartplatz     | Karina Kuregian | Maria Marfina Svetlana Komleva      | 6:4, 6:2      |
| 2.  | November 1991     | Ben Aknoun      | ITF $10.000 | Hartplatz     | Karina Kuregian | Lea Girandi Raphaella Liziero       | 6:4, 6:2      |
| 3.  | November 1991     | Ben Aknoun      | ITF $10.000 | Hartplatz     | Karina Kuregian | Natalia Chasovaya Nadia Streltsova  | 7:63, 6:2     |
| 4.  | März 1992         | Ramat haScharon | ITF $10.000 | Hartplatz     | Karina Kuregian | Virginia Humphreys-Davies Jane Wood | 6:4, 3:6, 6:4 |
| 5.  | Mai 1992          | Salerno         | ITF $10.000 | Hartplatz     | Karina Kuregian | Manuela Bargis Stefania Indemini    | 6:3, 6:0      |
| 6.  | Oktober 1992      | Šiauliai        | ITF $10.000 | HartplatzSand | Maria Marfina   | Julia Liutrova Isabela Martin       | 6:4, 6:4      |